# Rosa sambucina
Rosa sambucina es una especie de planta del género Rosa, de la familia Rosaceae.

## Taxonomía
Rosa sambucina fue descrita por Koidz. en 1917.

## Distribución
Se encuentra en el territorio centro-norte, centro-sur y sudeste de China, Japón y Taiwán.